# A Ferencvárosi TC 1960–1961-es szezonja
A Ferencvárosi TC 1960–1961-es szezonja szócikk a Ferencvárosi TC első számú férfi labdarúgócsapatának egy szezonjáról szól, mely összességében és sorozatban is az 59. idénye volt a csapatnak a magyar első osztályban. A klub fennállásának ekkor volt a 62. évfordulója.

## Mérkőzések
| Színmagyarázat | Színmagyarázat |
| -------------- | -------------- |
|                | Győzelem.      |
|                | Döntetlen.     |
|                | Vereség.       |

### KEK
Selejtező
| 1960. szeptember 28. 20:30 |

| Rangers                            | 4 – 2   | Ferencváros                |
| ---------------------------------- | ------- | -------------------------- |
| Davis 52' Millar 57' 86' Brand 73' | (0 – 1) | Orosz 17' Friedmanszky 79' |

| Ibrox Stadion, Glasgow Nézőszám: 50 000 |

| 1960. október 12. |

| Ferencváros                | 2 – 1               | Rangers    |
| -------------------------- | ------------------- | ---------- |
| Orosz 18' Friedmanszky 48' | (1 – 0) Jegyzőkönyv | Wilson 61' |

| Népstadion, Budapest Nézőszám: 25 000 |

### NB 1 1960–61

#### Őszi fordulók
| 1. forduló 1960. július 31. |

| Dorogi Bányász      | 2 – 5               | Ferencváros                                                              |
| ------------------- | ------------------- | ------------------------------------------------------------------------ |
| Kékesi 21' Ilku 58' | (1 – 3) Jegyzőkönyv | Fenyvesi 3' Orosz 16' Friedmanszky 27' Albert 48' Dalnoki 83' (11-esből) |

| Bányász stadion, Dorog Nézőszám: 12 000 Játékvezető: Gere Gyula (magyar) |

| 2. forduló 1960. augusztus 7. |

| Ferencváros                                       | 3 – 2               | Pécsi Dózsa   |
| ------------------------------------------------- | ------------------- | ------------- |
| Dalnoki 56' (11-esből) Friedmanszky 62' Orosz 74' | (0 – 2) Jegyzőkönyv | Opova 19' 26' |

| Népstadion, Budapest Nézőszám: 55 000 Játékvezető: Major László (magyar) |

| 3. forduló 1960. augusztus 14. |

| Csepel SC         | 1 – 1               | Ferencváros  |
| ----------------- | ------------------- | ------------ |
| Pál 3' (11-esből) | (1 – 0) Jegyzőkönyv | Vilezsál 90' |

| Béke téri stadion, Budapest Nézőszám: 20 000 Játékvezető: Borossy László (magyar) |

| 4. forduló 1960. szeptember 17. |

| Ferencváros                                 | 4 – 1               | MTK                             |
| ------------------------------------------- | ------------------- | ------------------------------- |
| Orosz 10' 43' Fenyvesi 45' Friedmanszky 61' | (3 – 0) Jegyzőkönyv | Molnár 46' Bödör 28′ Sándor 57′ |

| Népstadion, Budapest Nézőszám: 40 000 Játékvezető: Fehérvári József (magyar) |

| 5. forduló 1960. szeptember 21. |

| SZEAC               | 2 – 0   | Ferencváros |
| ------------------- | ------- | ----------- |
| Hajós 16' Nemes 89' | (1 – 0) |             |

| Szeged Nézőszám: 20 000 Játékvezető: Gere Gyula (magyar) |

| 6. forduló 1960. szeptember 25. |

| Ferencváros          | 2 – 0               | Újpesti Dózsa |
| -------------------- | ------------------- | ------------- |
| Friedmanszky 20' 22' | (2 – 0) Jegyzőkönyv |               |

| Népstadion, Budapest Nézőszám: 55 000 Játékvezető: Dorogi Andor (magyar) |

| 7. forduló 1960. október 2. |

| Tatabányai Bányász | 2 – 2               | Ferencváros          |
| ------------------ | ------------------- | -------------------- |
| Lahos 35' Bíró 51' | (1 – 1) Jegyzőkönyv | Orosz 37' Albert 64' |

| Városi Stadion, Tatabánya Nézőszám: 20 000 Játékvezető: Pósa János (magyar) |

| 8. forduló 1960. október 16. |

| Ferencváros                         | 3 – 2               | Győri Vasas ETO    |
| ----------------------------------- | ------------------- | ------------------ |
| Fenyvesi 23' Vilezsál 61' Orosz 63' | (1 – 1) Jegyzőkönyv | Palotai 8' Pió 71' |

| Népstadion, Budapest Nézőszám: 10 000 Játékvezető: Balla Gyula (magyar) |

| 9. forduló 1960. október 22. |

| Vasas | 0 – 1               | Ferencváros |
| ----- | ------------------- | ----------- |
|       | (0 – 0) Jegyzőkönyv | Albert 77'  |

| Népstadion, Budapest Nézőszám: 50 000 Játékvezető: Gere Gyula (magyar) |

| 10. forduló 1960. november 6. |

| Ferencváros                                                | 5 – 0               | Diósgyőr |
| ---------------------------------------------------------- | ------------------- | -------- |
| Rákosi 7' Orosz 18' Albert 40' Vilezsál 44' 76' (11-esből) | (4 – 0) Jegyzőkönyv |          |

| Népstadion, Budapest Nézőszám: 30 000 Játékvezető: Kaposi Sándor (magyar) |

| 11. forduló 1960. november 27. |

| Salgótarjáni BTC   | 2 – 1               | Ferencváros |
| ------------------ | ------------------- | ----------- |
| Csáki 4' Vasas 16' | (2 – 1) Jegyzőkönyv | Orosz 26'   |

| Salgótarján Nézőszám: 11 000 Játékvezető: Borossy László (magyar) |

| 12. forduló 1960. december 4. |

| Budapesti Honvéd                               | 4 – 2               | Ferencváros                            |
| ---------------------------------------------- | ------------------- | -------------------------------------- |
| Nógrádi 1' Tichy 4' 22' (11-esből) Cserjés 25' | (4 – 0) Jegyzőkönyv | Friedmanszky 50' Albert 70' Kocsis 48′ |

| Népstadion, Budapest Nézőszám: 30 000 Játékvezető: Kaposi Sándor (magyar) |

| 13. forduló 1960. december 11. |

| Ferencváros                                                  | 7 – 0               | Debreceni VSC |
| ------------------------------------------------------------ | ------------------- | ------------- |
| Albert 12' 31' 60' 74' 76' 79' (11-esből) Molnár 44' (öngól) | (3 – 0) Jegyzőkönyv |               |

| Népstadion, Budapest Nézőszám: 20 000 Játékvezető: Pósfai József (magyar) |

#### Tavaszi fordulók
| 14. forduló 1961. február 26. |

| Ferencváros                          | 4 – 1               | Salgótarjáni BTC |
| ------------------------------------ | ------------------- | ---------------- |
| Rákosi 5' Albert 50' 72' Verebes 67' | (1 – 0) Jegyzőkönyv | Vasas 79'        |

| Üllői út, Budapest Nézőszám: 25 000 Játékvezető: Dorogi Andor (magyar) |

| 15. forduló 1961. március 5. |

| Diósgyőr         | 2 – 0               | Ferencváros |
| ---------------- | ------------------- | ----------- |
| Pál 2' Ráczi 81' | (1 – 0) Jegyzőkönyv |             |

| DVTK-stadion, Miskolc Nézőszám: 20 000 Játékvezető: Hernádi Vilmos (magyar) |

| 16. forduló 1961. március 12. |

| Ferencváros | 0 – 0               | Vasas |
| ----------- | ------------------- | ----- |
|             | (0 – 0) Jegyzőkönyv |       |

| Népstadion, Budapest Nézőszám: 50 000 Játékvezető: Virágh Ferenc (magyar) |

| 17. forduló 1961. március 19. |

| Győri Vasas ETO   | 2 – 0               | Ferencváros |
| ----------------- | ------------------- | ----------- |
| Koós 40' Vári 65' | (1 – 0) Jegyzőkönyv | Mátrai 80′  |

| Győr Nézőszám: 18 000 Játékvezető: Gere Gyula (magyar) |

| 18. forduló 1961. március 27. |

| Ferencváros    | 2 – 2               | Tatabányai Bányász               |
| -------------- | ------------------- | -------------------------------- |
| Albert 59' 73' | (0 – 2) Jegyzőkönyv | Lahos 28' Szovják 29' Németh 78′ |

| Népstadion, Budapest Nézőszám: 60 000 Játékvezető: Sramkó Jenő (magyar) |

| 19. forduló 1961. április 2. |

| Újpesti Dózsa | 0 – 2               | Ferencváros           |
| ------------- | ------------------- | --------------------- |
|               | (0 – 2) Jegyzőkönyv | Albert 15' Kocsis 18' |

| Megyeri út, Budapest Nézőszám: 35 000 Játékvezető: Pósa János (magyar) |

| 20. forduló 1961. április 9. |

| Ferencváros                          | 4 – 0               | SZEAC |
| ------------------------------------ | ------------------- | ----- |
| Vilezsál 47' Albert 50' 75' Nagy 56' | (0 – 0) Jegyzőkönyv |       |

| Üllői út, Budapest Nézőszám: 25 000 Játékvezető: Bihari Sándor (magyar) |

| 21. forduló 1961. április 23. |

| MTK                          | 4 – 2               | Ferencváros                        |
| ---------------------------- | ------------------- | ---------------------------------- |
| Szimcsák 20' 51' 56' Sas 54' | (1 – 1) Jegyzőkönyv | Fenyvesi 30' Kocsis 83' (11-esből) |

| Hungária körút, Budapest Nézőszám: 36 000 Játékvezető: Pósa János (magyar) |

| 22. forduló 1961. május 14. |

| Ferencváros    | 2 – 0               | Csepel SC |
| -------------- | ------------------- | --------- |
| Albert 42' 82' | (1 – 0) Jegyzőkönyv |           |

| Üllői út, Budapest Nézőszám: 30 000 Játékvezető: Aranyosi Lajos (magyar) |

| 23. forduló 1961. május 21. |

| Pécsi Dózsa              | 2 – 0               | Ferencváros |
| ------------------------ | ------------------- | ----------- |
| Garami 9' 11' (11-esből) | (2 – 0) Jegyzőkönyv |             |

| PMFC Stadion, Pécs Nézőszám: 20 000 Játékvezető: Katona József (magyar) |

| 24. forduló 1961. június 4. |

| Ferencváros                       | 3 – 1               | Dorogi Bányász |
| --------------------------------- | ------------------- | -------------- |
| Orosz 30' Rákosi 37' Fenyvesi 73' | (2 – 0) Jegyzőkönyv | Monostori 72'  |

| Üllői út, Budapest Nézőszám: 23 000 Játékvezető: Páldi Ede (magyar) |

| 25. forduló 1961. június 18. |

| Debreceni VSC           | 2 – 1               | Ferencváros |
| ----------------------- | ------------------- | ----------- |
| Némethy 16' Kertész 81' | (1 – 1) Jegyzőkönyv | Albert 9'   |

| Nagyerdei stadion, Debrecen Nézőszám: 22 000 Játékvezető: Soós Gábor (magyar) |

| 26. forduló 1961. június 25. |

| Ferencváros | 0 – 0               | Budapesti Honvéd |
| ----------- | ------------------- | ---------------- |
|             | (0 – 0) Jegyzőkönyv |                  |

| Üllői út, Budapest Nézőszám: 20 000 Játékvezető: Kaposi Sándor (magyar) |

#### A végeredmény
|    | Csapat             | Játszott | Gy | D  | V  | L  | K  | Gk  | Pont | Megjegyzés                         |
| -- | ------------------ | -------- | -- | -- | -- | -- | -- | --- | ---- | ---------------------------------- |
| 1  | Vasas SC           | 26       | 15 | 8  | 3  | 59 | 24 | +35 | 38   | Bajnok, 1961–1962-es BEK selejtező |
| 2  | Újpesti Dózsa      | 26       | 14 | 6  | 6  | 51 | 30 | +21 | 34   | 1961–1962-es KEK selejtező         |
| 3  | MTK                | 26       | 13 | 4  | 7  | 53 | 42 | +11 | 32   | 1961–1962-es vásárvárosok kupája   |
| 4  | Ferencváros        | 26       | 13 | 5  | 8  | 56 | 34 | +22 | 31   |                                    |
| 5  | Salgótarjáni BTC   | 26       | 13 | 5  | 8  | 44 | 33 | +11 | 31   |                                    |
| 6  | Szegedi EAC        | 26       | 9  | 11 | 6  | 39 | 44 | -5  | 29   |                                    |
| 7  | Tatabányai Bányász | 26       | 9  | 9  | 8  | 33 | 33 | 0   | 27   |                                    |
| 8  | Győri Vasas ETO    | 26       | 9  | 7  | 10 | 43 | 31 | +12 | 25   |                                    |
| 9  | Bp. Honvéd SE      | 26       | 7  | 10 | 9  | 41 | 43 | -2  | 24   |                                    |
| 10 | Csepel SC          | 26       | 6  | 10 | 10 | 24 | 39 | -15 | 22   |                                    |
| 11 | Pécsi Dózsa        | 26       | 6  | 9  | 11 | 34 | 42 | -8  | 21   |                                    |
| 12 | Dorogi FC          | 26       | 6  | 7  | 13 | 36 | 50 | -14 | 19   |                                    |
| 13 | Debreceni VSC      | 26       | 7  | 5  | 14 | 33 | 61 | -28 | 19   | Kiestek az NB II-be                |
| 14 | Diósgyőri VTK      | 26       | 3  | 6  | 17 | 25 | 65 | -40 | 12   | Kiestek az NB II-be                |

#### Eredmények összesítése
Az alábbi táblázatban összesítve szerepelnek a Ferencvárosi TC 1960/61-es bajnokságban elért eredményei.
| Ősz/tavasz (forduló)    | Otthon | Otthon | Otthon | Otthon | Otthon | Otthon | Otthon | Idegenben | Idegenben | Idegenben | Idegenben | Idegenben | Idegenben | Idegenben |
| Ősz/tavasz (forduló)    | M      | GY     | D      | V      | LG–KG  | GK     | P      | M         | GY        | D         | V         | LG–KG     | GK        | P         |
| ----------------------- | ------ | ------ | ------ | ------ | ------ | ------ | ------ | --------- | --------- | --------- | --------- | --------- | --------- | --------- |
| Őszi szezon (1–13.)     | 6      | 6      | 0      | 0      | 24–5   | +19    | 12     | 7         | 2         | 2         | 3         | 12–13     | –1        | 6         |
| Tavaszi szezon (14–26.) | 7      | 4      | 3      | 0      | 15–4   | +11    | 11     | 6         | 1         | 0         | 5         | 5–12      | –77       | 2         |
| Összesen (1–26.)        | 13     | 10     | 3      | 0      | 39–9   | +30    | 23     | 13        | 3         | 2         | 8         | 17–25     | –8        | 8         |

### Egyéb mérkőzések
| 1960. augusztus 31. |

| Ferencváros                                   | 6 – 3       | Dynamo Berlin |
| --------------------------------------------- | ----------- | ------------- |
| Kocsis Mátrai Seprűs Fenyvesi Kertész Dálnoki | Jegyzőkönyv |               |

| Népstadion, Budapest |

| 1960. szeptember 4. |

| Vojvodina | 1 – 0       | Ferencváros |
| --------- | ----------- | ----------- |
|           | Jegyzőkönyv |             |

| Újvidék |

| 1960. szeptember 6. |

| Sremska Mitrovica | 2 – 0       | Ferencváros |
| ----------------- | ----------- | ----------- |
|                   | Jegyzőkönyv |             |

| Szávaszentdemeter |

| 1961. február 19. |

| Ferencváros | 0 – 1       | Spartak Praha Sokolovo |
| ----------- | ----------- | ---------------------- |
|             | Jegyzőkönyv |                        |

| Építők pálya, Budapest, Népliget |

| 1961. június 27. |

| Dunav Ruse | 4 – 3       | Ferencváros               |
| ---------- | ----------- | ------------------------- |
|            | Jegyzőkönyv | Varga Mátrai Friedmanszky |

| Rusze |

| 1961. június 29. |

| Slavia Sofia | 0 – 0               | Ferencváros |
| ------------ | ------------------- | ----------- |
|              | (0 – 0) Jegyzőkönyv |             |

| Szófia |

| 1961. július 5. |

| Spartak Varna | 2 – 3       | Ferencváros                   |
| ------------- | ----------- | ----------------------------- |
|               | Jegyzőkönyv | Friedmanszky Dalnoki Fenyvesi |

| Várna |

## Külső hivatkozások
- A csapat hivatalos honlapja (magyarul)
- Az 1960–1961-es szezon menetrendje a tempofradi.hu-n (magyarul)